# Messier 23
Messier M23 (také M23 nebo NGC 6494) je otevřená hvězdokupa v souhvězdí Střelce vzdálená od Země přibližně 2 050 světelných let. Objevil ji Charles Messier 20. června 1764.

## Pozorování

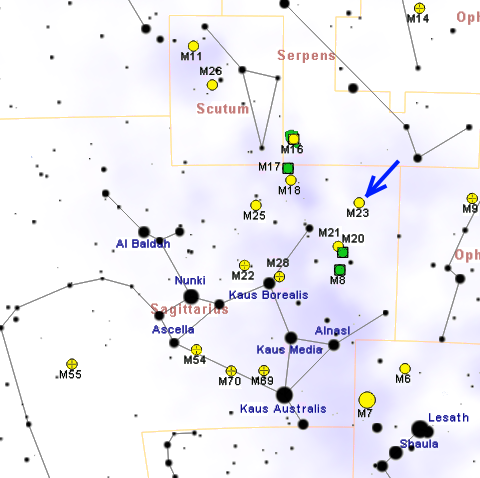
Poloha M 23 v souhvězdí Střelce

M23 se na obloze nachází přibližně 4,5° severozápadně od hvězdy Polis (μ Sgr) a leží v bohatém hvězdném poli, protože tímto směrem leží velká hvězdná oblaka Mléčné dráhy. Je viditelná i pomocí triedru 10x50, ale jednotlivé hvězdy se s jeho pomocí rozliší pouze obtížně. Dalekohled o průměru 114 mm ovšem ukáže různé hvězdy od 10. magnitudy. Dalekohled o průměru 150 mm hvězdokupu úplně rozloží na stovku hvězd a okrajové oblasti hvězdokupy v něm vypadají velice nepravidelně.
Poblíž hvězdokupy se nachází mnoho dalších objektů Messierova katalogu, například 9° západně leží kulová hvězdokupa Messier 9, 4° jihovýchodně leží otevřená hvězdokupa M21 s mlhovinou Trifid, 6° jihovýchodně mlhovina Laguna a 4° východně hvězdné mračno ve Střelci.
M23 je možno jednoduše pozorovat z většiny obydlených oblastí Země, protože má dostatečně nízkou jižní deklinaci. Přesto není pozorovatelná v severní Evropě a Kanadě, tedy blízko polárního kruhu a ve střední Evropě zůstává poměrně nízko nad obzorem. Na jižní polokouli je hvězdokupa dobře viditelná vysoko na obloze během jižních zimních nocí a v jižní části tropického pásu je možno ji vidět přímo v zenitu. Nejvhodnější období pro její pozorování na večerní obloze je od června do října.

## Historie pozorování
Hvězdokupu M23 objevil Charles Messier 20. června 1764 a zařadil ji do svého slavného katalogu s tímto popisem: "Hvězdokupa blízko hvězdy 65 Hadonoše. Průměr 15'." John Herschel ji pozoroval na mysu Dobré naděje a popsal ji jako hvězdokupu tvořenou stovkou hvězd od deváté do třinácté magnitudy. Admirál Smyth viděl, že jsou její hvězdy velmi rozptýlené a že je protažená od jihozápadu na severovýchod.

## Vlastnosti
Hvězdokupa se nachází ve vzdálenosti kolem 2 050 ly od Země a její skutečný průměr tak je 15 až 20 ly.
Hvězdokupa obsahuje kolem 150 potvrzených členů,
z nichž nejžhavější hvězdy jsou spektrálního typu B9 a nejjasnější mají magnitudu 9,2. Její stáří se odhaduje na asi 300 milionů let.